# 田原成貴
田原 成貴（たばら せいき、1959年1月15日 - ）は、日本中央競馬会に所属した元騎手、調教師。後に競馬評論家となった。
島根県鹿足郡柿木村（現在の吉賀町）の出身。卓越した騎乗技術と端正な容姿で、騎手時代には「天才（または元祖天才）」、「競馬界の玉三郎」と呼ばれた。騎手通算8649戦1112勝（うち重賞65勝、GI級15勝）。1983年、84年のJRA全国リーディングジョッキー（年間最多勝利騎手）。
騎手引退後の1999年より調教師として活動を始めたものの、2001年に銃砲刀剣類所持等取締法違反・覚せい剤取締法違反容疑で逮捕されたため調教師免許を剥奪された。以降も薬物所持、傷害などで複数回に渡って逮捕されており、JRAから無期限の関与停止処分を言い渡されている。
騎手時代から漫画原作者、作家（エッセイスト）としても活動している。
現在は東京スポーツに競馬評論家として在籍し、競馬予想などを中心にYouTubeチャンネル「東スポ競馬チャンネル」やそのチャンネルの競馬ライブ配信などで活躍中。

## 経歴

### 少年期
1959年、島根県鹿足郡柿木村に生まれる。子供の頃は歌手を夢見ていて、ザ・テンプターズの萩原健一がアイドルであった。実家は競馬とは関わりのない家庭であったが、1973年の東京優駿（日本ダービー）において、嶋田功騎乗のタケホープが当時国民的なアイドルホースであったハイセイコーを破ったことに強い感銘を受け、騎手を志した。田原は嶋田のガッツポーズを見て「日本一強い馬を、あの人がやっつけた」と感じたといい、もしタケホープに乗っていたのがもっと地味な騎手であったら、騎手を志していないか、自身も地味な騎手になっただろうと回想している。
中学校在学中に日本中央競馬会の馬事公苑騎手養成長期課程を受験し合格。卒業後、第25期生として入所した。自身の回想によれば、馬事公苑、競馬学校の全卒業生の中で「脱走の回数や素早さにかけては間違いなく一番」であり、しばしば苑を抜け出しては、バーで飲酒していたという。
2年次に入り、研修生として滋賀県栗東トレーニングセンターの谷八郎厩舎に入門。当時「必殺仕事人」と称された田島良保の弟弟子となり、騎乗技術の習得に勤しんだ。騎手課程修了後の1977年に騎手免許試験を受験するも落第、翌1978年の受験で改めて合格し、谷厩舎所属騎手としてデビューを迎える。同期には昆貢、嘉堂信雄、安藤賢一らがいる。馬事公苑入所時には身長155cmであったが、この頃には168cmに伸びており、武邦彦（172cm）に次ぐ長身騎手であった。

### 騎手時代
同年3月4日、阪神競馬第3競走でデビュー。厩舎所属馬のテンシンニシキで初騎乗・初勝利を挙げた。同年10月、リョクシュに騎乗してタマツバキ記念を制し、重賞初勝利。当年28勝を挙げ、中央競馬関西放送記者クラブ賞（関西新人賞）を受賞した。翌1979年には64勝を挙げ、デビュー2年目にして関西リーディングジョッキーを獲得。当年3月に「天才」と呼ばれていた福永洋一が落馬事故で騎手生命を絶たれ、田原は福永に代わる新たな「天才騎手」として注目を集めた。以後、1980年代前半は、同じく関西所属の河内洋と毎年のリーディング争いを演じ、「河内洋が東を向けば、田原成貴は西を向く」と言われるライバル関係となった。
1983年12月、リードホーユーで有馬記念に優勝し、八大競走初制覇かつ最後の八大競走優勝騎手となった。同馬の主戦騎手は河内が務めており、その落馬負傷の代役として臨んでの勝利であった。また、当年の2回中京開催では20勝を挙げ、一開催の最多勝利記録（当時）を更新。年間では104勝を挙げ、2位の河内を抑えて初の全国リーディングジョッキーを獲得した。
翌1984年は、グレード制導入後最初のGI競走となった桜花賞をダイアナソロンで優勝し、前年の八大競走最後の優勝騎手のみならず、日本でのGI初の優勝騎手ともなった。この年は年間勝利数も101を数え、2年連続の全国リーディングジョッキーとなった。しかしシーズン中に2度落馬して右肩を痛め、翌年は騎乗数の制限を余儀なくされた。

#### 二度の落馬負傷
1986年は怪我の回復を得て、年頭からリーディング争いの上位に付けた。しかし6月21日、中京競馬第2競走のレース中、騎乗馬ワイエムヤマドリが故障を発生して転倒。馬場に投げ出された田原は後続馬に腹部を蹴られ、左腎臓および脾臓損傷という重傷を負った。左腎臓は摘出され、当初、全治には半年から1年を要するとされた。しかし田原は9月に復帰し、1日1鞍という制限を掛けて騎乗を再開。年末にはスポーツ紙に「全快宣言」を出して騎乗制限も止め、翌1987年からは再び通常通りの騎乗を始める。この年、マックスビューティと共に桜花賞、優駿牝馬（オークス）に優勝し、復活を印象付けた。
1989年にはコガネタイフウで阪神3歳ステークスを制し、GI級競走7勝目を挙げる。しかし翌1990年3月、そのコガネタイフウを駆ってのペガサスステークス競走中、進出してきたニホンピロエイブルに馬が脚を掠われ、転倒落馬。第2・3腰椎および骨盤を骨折した。およそ1ヶ月後に復帰したものの、騎座に重要な腰の怪我でもあり、以後田原は引退まで騎乗数を制限するようになった。後に「数多く勝つことよりも、馬乗りとしての自分を磨こうと考えるようになった」と語っている。

#### 1990年代 - 引退

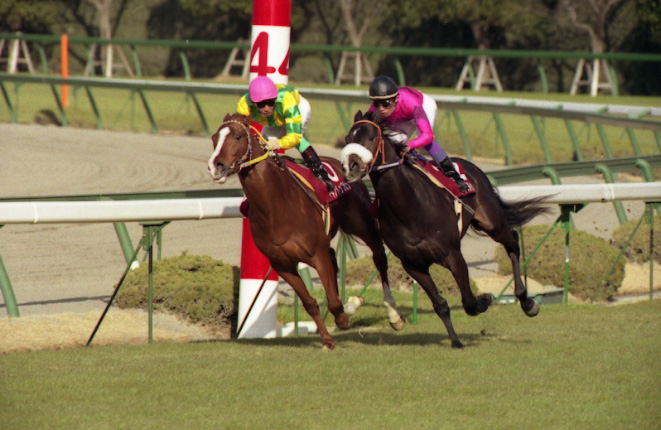
マヤノトップガンに騎乗（左）
武豊・ナリタブライアンと競り合う
（1996年3月9日・阪神大賞典）

1993年12月、田原はトウカイテイオーで有馬記念に優勝。同馬は前年の有馬記念でも田原が騎乗していたが11着と大敗、その後の休養から363日振りのレースでの勝利となり、田原がインタビューや口取り撮影で感極まり、涙を流す様子が話題となった。「大した馬だな、ちょっとでも勝利を疑って悪かったな」という思いから涙が出たと回想しており、トウカイテイオーが自身が騎乗した内の最強馬であるとしている。
翌1994年9月には史上11人目となる通算1000勝を達成。翌1995年以降、田原はマヤノトップガン、フラワーパーク、ワンダーパヒューム、ファイトガリバーに騎乗して次々とGI競走を制し、騎手生活晩年の3年間で8つのGIタイトルを獲得した。この前後の時期から漫画原作やエッセイなどの文筆活動を盛んに行うようになった。田原は当初1996年限りの引退を考えていたが、「自分に花を与えてくれた」マヤノトップガンとフラワーパークが1997年以降も現役を続行したため、これに合わせて引退を1年先延ばしにしていた。
1998年2月21日、2回京都競馬第9競走でメガラに騎乗し、2着。これを最後に騎手生活から退いた。翌22日、マックスビューティ、マヤノトップガンを所有する田所祐の勝負服を着用し、同じく調教師を引退する師匠・谷八郎らと共に引退式に出席した。通算8648戦1112勝、重賞65勝。通算1000勝以上で30代の内に引退した騎手は、田原が初めての例であった。

### 騎手引退以後

#### 調教師時代
1987年度より、JRAにおいて中央競馬の騎手として1000勝以上の勝利を挙げると調教師試験の一次試験が免除されるシステムが制定され、田原もその制度を利用して調教師免許を取得すべく、1997年秋に調教師試験の願書を提出。翌1998年2月に二次試験を合格して正式に調教師に転身することとなった。
騎手引退後は1年間を調教師としての勉強に充て（いわゆる技術調教師。この頃藤沢和雄の下で修行していた時期もある）、1999年、栗東トレーニングセンターに自身の厩舎を開業。厩舎の「チームカラー」を黒で統一し、「黒の軍団チーム田原」という愛称を付けて活動。厩舎で使用する軽トラックのニックネームを公募したり、「サテライト」と称する公式ファンクラブの結成、オリジナルグッズ販売など、ユニークな運営で注目された。
開業当初は「フサイチ」の冠名を使用する関口房朗や、現役騎手時代から親交があった土井肇、西山茂行といった有力馬主の支援を受け、4月10日、藤田伸二騎乗のフサイチゴールドで騎手時代同様、初出走で初勝利を挙げる。翌2000年、フサイチゼノンで弥生賞を制し重賞初制覇した。しかし、皐月賞へ向けての馬の状態を巡り関口と対立。同競走の回避を独断で行なったことに関口が激怒し、同馬は森秀行厩舎へ移籍。他の関口所有馬も多くが他厩舎へ転厩した。
2001年7月には管理馬の耳に小型発信装置を取り付けて調教を行っていたことが発覚。過怠金50万円を課せられた。

#### 1度目・2度目の逮捕とそれによる調教師免許剥奪
2001年10月8日、アメリカ同時多発テロ事件直後で厳戒な警備体制の敷かれる中、羽田空港で機内にナイフを持ち込もうとして身柄を拘束される。手荷物検査でナイフの所持が発覚したため、銃砲刀剣類所持等取締法違反の現行犯で警視庁東京空港警察署に逮捕された。その後の同署内での身体検査で覚醒剤を所持していることも発覚し、覚せい剤取締法違反で再逮捕された。
これに対して、JRA裁定委員会は田原の調教師免許剥奪を審議。12月21日に田原に対する聴聞（弁明）機会を設けたが、田原は聴聞に現れず、同日付で1993年の野平富久以来史上2人目となる調教師免許剥奪が決定した。6日後の12月27日、東京地方裁判所で懲役2年・執行猶予3年の判決を受け、控訴は無く刑が確定。これを受けた2002年1月18日、JRA裁定委員会は、2017年1月18日までの間、当時最大であった15年間の競馬への関与を停止（トレーニングセンターなどへの立入禁止など）する処分を発表した。なお管理していた競走馬はかつての師匠の息子である谷潔調教師に臨時貸付の形で転厩し、厩舎も解散となっている。
その後、2002年5月に自身の覚醒剤の経験を記した『いかれポンチ』を出版。一方で有料制の競馬予想ホームページを開設し、また雑誌『競馬最強の法則』でコラムを連載し、予想家・評論家として活動を続けていた。

#### 3度目以降の逮捕
執行猶予判決から7年が経過した2009年10月14日、覚せい剤取締法及び大麻取締法違反容疑により京都府東山警察署に再び逮捕され、その後、大麻のみ自宅から発見され、大麻取締法違反容疑で起訴（覚せい剤取締法違反容疑は不起訴）となった。2010年1月21日、京都地方裁判所より懲役10月、執行猶予4年の有罪判決を受けた。これにより競馬関与停止期間を無期限へと延長されている。この事件での取り調べでは、刑事より職業を聞かれた際に「今は作家です」と返答した。なおこのときも前回同様、控訴はしなかった。
その後、同年9月2日に同居男性に対する傷害容疑で京都府七条警察署（2012年に廃止、現：下京警察署）に逮捕され、京都地方検察庁によって起訴された。執行猶予中にも覚醒剤を使用したと供述した。尿検査の結果、同年9月27日に拘置されていた同署により覚せい剤取締法違反容疑で再逮捕された。同年11月15日には第1回公判が行われ、検察は田原に対して懲役3年を求刑して結審した。判決公判が11月29日に行われ、懲役2年2月の実刑判決が言い渡された。このときに控訴をしていたか否かは不明であるが、判決確定後、加古川刑務所にて服役し、2013年5月に刑期を終えて釈放された。

#### 競馬評論家
2020年より安藤勝己や中村均らも所属している東京スポーツ専属の解説者となり、同年12月17日付け（前日発行）の東京スポーツ本紙1・2面に独占インタビュー記事が掲載され、新聞紙面上ではあるが釈放以降初めて公の場に姿を現した。この記事の中で、取材を受けた理由や騎手引退の理由、その後の覚醒剤取締法による逮捕について、1996年の阪神大賞典およびスプリンターズステークスでの自身の騎乗について語っている。また、現状競馬界からは完全に離れていることもうかがえるが、記者から2020年12月27日の有馬記念の予想を依頼され承諾、同月27日付け（前日発行）の同紙本紙1面にて、田原本人が有馬記念を予想した記事が掲載された。田原の現在の職業について、元JRA騎手の藤田伸二は、自身のYouTubeライブにおいて、「俺の口からは言えないけど、しっかりしたまともな仕事に就いて、頑張ってらっしゃる」と述べている。また、田原の娘は早稲田大学、息子は灘高等学校から東京大学に進学したことを挙げ、「成貴さんは頭の回転がいい（から競馬も上手かった）」と述べた。

2022年以降は東スポ競馬のYouTubeチャンネルにて展開予想を公開するなど活動の幅を広げており、9月22日の東京スポーツ本誌1面にて出所後10年勤めていた会社を円満退社し、9月1日付で東京スポーツに入社したと発表した。

## 人物

### 騎手としての特徴・評価
田原は自らの騎手としての特徴を「良く言えば感覚、悪く言えば狂気の部分」とする。一方で理論家としても知られ、「騎乗理論を説明した上で、優れた騎手というのはこうだ、岡部幸雄さんはこうだ、武豊はこれがこうできるから優れているということは言える」と語り、一般ファンが目にするインタビューやエッセイにおいて、しばしば騎乗の要点を解説していた。しかし福永洋一だけは「説明できないレベルの物をひとつ持っていた」と評し、自身が福永の後継者としての期待から「天才」と呼ばれていたことに対して「俺は天才なんかじゃない」と自らの異名を否定している。一方で、福永と親しかった杉本清は意外性のある騎手と評し、「福永洋一ほど極端ではないが、タイプとしては洋一タイプと言えるだろう」としている。また、作家の高橋三千綱も「福永さんと田原さんは似ている」と評した。師匠の谷は、田原の具体的な長所として「敏感なところ。馬の性質を細やかに察知し、自分のものにして乗っていた」部分としている。藤田伸二は2013年に刊行した著書「騎手の一分」の第2章「上手い騎手は何が違うのか」の中で田原について解説している「技術を超越していた田原成貴」「生粋のプロ」という2つの項目を設け、「今の騎手、例えばノリちゃん（横山典弘）とかでも持っていないものを、田原さんは持っていた。」、1996年のスプリンターズステークスでフラワーパークに騎乗してエイシンワシントンとの競り合いを制したレースを指して「あれだけギリギリの激しいせめぎあいをしている中で、これだけ冷静な判断を下し、実行に移せるのは、おそらくユタカさん（武豊）にもないんじゃないか」と評している。
兄弟子の田島良保は、田原の全盛期を最初の落馬直前の時期と捉えており、この頃の騎乗を評して「何よりも気迫がずば抜けていた。さらに若さもあったし、思い切りが良く、読みも冴えていた。弾けるようなレースというのか、同じ騎手として嫉妬を感じるところもありましたね」と述べ、「20代後半の頃の成貴のような迫力のある騎手は、もう出ないんじゃないですか」と絶賛している。また、同時期に競馬学校を卒業した武豊は、兄弟子の河内洋と田原を最も参考にしたといい、「僕にとってのアイドルだった」と回想している。
トウカイテイオーを管理していた松元省一元調教師は田原の能力を認めていた一人である。松元は田原が騎乗する時には一切指示を出さず田原の好きなように騎乗させた（また、田原は自分の騎乗に指示を出されることを嫌っていた）。そして勝利した時に松元は「さすが成貴」と最高の賛辞を与えていた。元々は松元が管理していたトウカイマーベラスの騎乗を依頼した際、先行型だった同馬を一転、最後方からの競馬で差し切り勝ちを収めたことにある。その勝利がトウカイテイオーの騎乗依頼につながったとされている。

### 文筆・音楽活動
田原は騎手以外にも、様々な分野に活動の場を広げていた。特に執筆活動が顕著であり、1993年から土田世紀執筆による漫画作品『ありゃ馬こりゃ馬』の原作を担当。単行本全17巻で累計200万部を売り上げた。最初に執筆活動を勧めたのは漫画原作者の武論尊であったという。漫画原作では他に本宮ひろ志との共作による『勝算』など計5作品があり、能田茂と共作した『法の庭』は2007年にフジテレビで2時間ドラマ化された。
また、1996年に出版したエッセイ・対談集『競馬場の風来坊』は、紀伊国屋書店集計のノンフィクション部門で2週連続の1位を獲得。刊行数100万部を越えるヒット作となった。作家としても前述の『いかれポンチ』を執筆した。
一方、音楽の分野でもシングルとアルバムを1枚ずつ発売したほか、ライブ活動も行った。1997年2月には東京公演を果たしている。

### 本宮ひろ志との関係
田原は現役時代から漫画家の本宮ひろ志と交流があり上記にある『勝算』など作品の共作も行っていた他、漫画『サラリーマン金太郎』など本宮作品で競馬を扱う際は田原が本人役で登場することもあった。また、2001年田原が逮捕された際は本宮が田原の身元引受人となった。

## 騎手生活中の騒動
田原は騎手として華々しい活躍をする一方、その騎乗・発言をめぐってさまざまな騒動を引き起こした。
以下は、田原が騎手生活中に起こした主な騒動の一覧である。それぞれの詳細はリンク先を参照のこと。
サルノキング事件
1982年のスプリングステークスでサルノキングに騎乗した際、極端な後方待機策から敗戦、優勝したハギノカムイオーとサルノキングが同馬主であったため八百長疑惑を掛けられた事件である。サルノキングは競走中に骨折もしていた。田原自身は「馬の力を出し切る競馬」と一貫して疑惑を完全否定しており、日本中央競馬会の公式見解としても「敗因は骨折」とされている。当時の流行語であった「逆噴射」から逆噴射事件やサルノキング逆噴射と呼称されることもある。
ステートジャガー事件
1985年の宝塚記念競走後、田原の騎乗馬ステートジャガーから禁止薬物のカフェインが検出された事件のこと。これは田原が引き起こしたものではないが、警察から事情聴取を受けた。この件は田原など関係者への嫌疑は晴れたものの、犯人が判明しないまま捜査が打ち切られている。
伊藤雄二との確執説
1988年、二冠牝馬マックスビューティの不振を受け、田原が同馬から降板させられたことに端を発する問題である。以後、田原は同馬を管理した伊藤雄二厩舎の馬には引退まで一切騎乗せず、「田原と伊藤は犬猿の仲」とも言われた。しかし、田原によれば伊藤との私的な親交は変わらず続いており、伊藤厩舎の馬に騎乗しなかった理由は「一度自分を張ってぶつかっておきながら、騎乗馬を得るために態度を豹変させるのは、自分を曲げることになると思っていたからだ」と述べている。
サンエイサンキュー事件
1992年のエリザベス女王杯競走前、田原が自身の騎乗馬サンエイサンキューの状態を危惧した発言を、また聞きしたサンケイスポーツの水戸正晴に曲解してスクープにされ、同紙と対立した。この件に関しては田原の発言よりもサンケイスポーツ側の取材姿勢が非難の対象となり、同社の記者であった片山良三が文藝春秋の雑誌『Sports Graphic Number』にて自社批判を行った結果解雇された。これに反発したレース部記者数名が一斉退職するなどフジサンケイグループ全体を巻き込んだ騒動となった。
渦中の馬となったサンエイサンキューは同年の有馬記念でレース中にトウ骨を骨折し、治療が試みられたものの最終的に死亡が確認された。田原は「私の発言よりも、調子の落ちている馬に過酷なローテーションを強いたことにスポットを当てて欲しかった」とサンケイスポーツを批判し、また一部ライターや評論家に対して「無理なローテーションで走らされてるときは何も言えないで、亡くなったらいきなり、愛するサンキューちゃんだの、ガンバリ屋のサンキューだの、あんたらにそんな事言って欲しくないって、きっとサンキューも言ってるよ」と批判した。なおこの件で問題を引き起こした水戸に対しては社内処分もなく、現在もサンケイスポーツの馬券コラムを執筆している。
スポーツニッポン記者殴打事件
田原が調教師免許試験に合格した際に記者会見を拒否し、その顛末を報じたスポーツニッポンの記事内容に田原が怒り、執筆した橋本全弘を検量室内において鞭で殴打したとされる事件である。橋本によれば、調教助手を通じて田原に検量室へ呼び出されたうえで、突如鞭で打たれ、直後に「勝手に検量室に入ってこられちゃ困るよな」と言い放たれたという。橋本は顔面打撲、前歯損傷の怪我を負った。
JRAを介した事後の協議の場で、田原は「鞭を試し振りしていたら当たった」として故意の殴打を否定、検量室に呼び出した事実もないと主張した。橋本からの「偶然だったのであれば、謝罪や安否を確認するよりも先に『勝手に-』との言葉を口にしたのはなぜか」との質問には、「自分が未熟なもので気付かなかった」と答えた。協議の結果、田原と橋本は形式的には和解し、故意ではなかったという結論で事態は収束を見るも、田原から橋本への正式な謝罪はなかった。この一件で田原の栗東トレーニングセンター内での心証は極めて悪くなったとされ、他の調教師たちからは「あんな男と一緒にされてはかなわない。もう辞めさせてしまえ」という声が相当数上がったという。日経新聞の野元賢一記者は、のちに発信機装着の問題が取り沙汰された際に、この件を不問に付したJRAの対応が「ボタンの掛け違えだった」との見解を示した。

### 競馬評論家
当初は競馬関連の話をずっと断っていたが、「田原成貴、語る（1話～40話）」から始まり、徐々にYouTube動画に出るようになり、2022年9月1日付で東京スポーツに入社して以降、東スポレースチャンネルや東スポ競馬ライブ配信で精力的に活動するようになった。序盤はG1レースのみの予想だったが、徐々に重賞レースの予想もするようになり、今では週末にライブ配信、展開予想、パドック診断、反省会などの動画配信も多岐にわたる。

## 騎手成績

### 年度別成績
| 年     | 1着  | 2着 | 3着 | 4着以下 | 騎乗数 | 勝率 | 連対率 | 備考                                     |
| ------ | ---- | --- | --- | ------- | ------ | ---- | ------ | ---------------------------------------- |
| 1978年 | 28   | 23  | 15  | 184     | 250    | .112 | .205   | 関西放送記者クラブ賞（最多勝利新人騎手） |
| 1979年 | 63   | 51  | 41  | 289     | 444    | .142 | .257   | 関西1位、全国2位                         |
| 1980年 | 52   | 41  | 48  | 301     | 442    | .118 | .210   | 通算100勝                                |
| 1981年 | 58   | 50  | 53  | 283     | 444    | .131 | .243   |                                          |
| 1982年 | 87   | 44  | 57  | 338     | 526    | .165 | .249   | 関西1位、全国2位                         |
| 1983年 | 104  | 102 | 72  | 405     | 638    | .152 | .302   | 全国1位                                  |
| 1984年 | 100  | 68  | 71  | 331     | 570    | .175 | .295   | 全国1位                                  |
| 1985年 | 47   | 30  | 31  | 201     | 309    | .152 | .249   | 通算500勝（1月15日）                     |
| 1986年 | 51   | 38  | 34  | 161     | 284    | .180 | .313   |                                          |
| 1987年 | 58   | 51  | 42  | 227     | 378    | .154 | .288   |                                          |
| 1988年 | 60   | 57  | 46  | 315     | 478    | .126 | .245   |                                          |
| 1989年 | 66   | 58  | 53  | 343     | 520    | .127 | .238   |                                          |
| 1990年 | 38   | 43  | 48  | 287     | 416    | .091 | .195   |                                          |
| 1991年 | 33   | 25  | 32  | 272     | 362    | .091 | .160   |                                          |
| 1992年 | 48   | 41  | 42  | 305     | 436    | .110 | .204   |                                          |
| 1993年 | 61   | 63  | 51  | 366     | 541    | .113 | .229   |                                          |
| 1994年 | 62   | 54  | 55  | 393     | 564    | .110 | .206   | 通算1000勝（9月11日）                    |
| 1995年 | 47   | 52  | 40  | 314     | 453    | .104 | .219   |                                          |
| 1996年 | 40   | 34  | 22  | 292     | 388    | .103 | .191   |                                          |
| 1997年 | 8    | 10  | 9   | 123     | 150    | .053 | .120   |                                          |
| 1998年 | 1    | 1   | 0   | 8       | 10     | .100 | .200   |                                          |
| 計     | 1112 | 936 | 862 | 5,738   | 8,648  | .129 | .237   |                                          |

### 主な騎乗馬
括弧内は田原騎乗時の優勝重賞競走。
GI級競走優勝馬
- ダイゼンキング（1982年阪神3歳ステークスなど重賞2勝）
- リードホーユー（1983年有馬記念）
- ダイアナソロン（1984年桜花賞など重賞2勝）
- ハッピープログレス（1984年安田記念など重賞4勝）
- マックスビューティ（1987年桜花賞、優駿牝馬など重賞4勝）
- コガネタイフウ（1989年阪神3歳ステークス）
- トウカイテイオー（1993年有馬記念）
- ワンダーパヒューム（1995年桜花賞）
- マヤノトップガン（1995年菊花賞、有馬記念 1996年宝塚記念 1997年天皇賞・春など重賞5勝）
- ファイトガリバー（1996年桜花賞）
- フラワーパーク（1996年高松宮杯 1996年スプリンターズステークスなど重賞3勝）

その他重賞競走優勝馬
- リョクシュ（1978年タマツバキ記念）
- エイシンタロー（1979年京都4歳特別）
- ヤマニンダンディー（1979年CBC賞）
- リンドプルバン（1980年鳴尾記念、高松宮杯）
- グレートタイタン（1980年京都記念・秋、阪神大賞典）
- クニノカチドキ（1982年中京記念）
- サルノキング（1982年東京4歳ステークス、弥生賞）
- カズシゲ（1982年高松宮杯）
- ラブリースター（1983年金鯱賞、北九州記念）
- メジロカーラ（1983年京都大賞典）
- ロンググレイス（1984年金杯・西）
- ウルフケイアイ（1984年タマツバキ記念(秋)）
- マサヒコボーイ（1985年日経新春杯）
- ステートジャガー（1985年大阪杯）
- ヤマニンファルコン（1985年デイリー杯3歳ステークス）
- スダホーク（1986年アメリカジョッキークラブカップ、京都記念）
- フレッシュボイス（1986年毎日杯、 1987年日経新春杯）
- マイネルダビテ（1987年共同通信杯）
- ニシノライデン（1987年大阪杯）
- アイドルマリー（1988年デイリー杯3歳ステークス）
- コガネパワー（1991年京都4歳特別、中日スポーツ賞4歳ステークス）
- メジロマーシャス（1991年函館記念）
- ニシノフラワー（1991年デイリー杯3歳ステークス）
- ホワイトアロー（1992年金杯・西）
- マヤノペトリュース（1992年シンザン記念）
- オースミロッチ（1992年京都記念）
- サンエイサンキュー（1992年札幌記念、サファイヤステークス）
- ツジユートピアン（1993年きさらぎ賞）
- パリスハーリー（1993年京都記念）
- エイシンテネシー（1994年金杯・西）
- トウカイタロー（1996年新潟記念）

### タイトル
- 最多勝利：2回（1983年、1984年） ※JRAでは1987年より表彰
  - 関西リーディング：4回（1979年、1982年 - 1984年）
- 最高勝率：1回（1984年） ※JRAでは1987年より表彰
- 最多賞金獲得：2回（1983年、1984年） ※JRAでは1987年より表彰
- 騎手大賞：1回（1984年） ※JRAでは1987年より表彰
- フェアプレー賞：6回（1985年、1988年、1990年、1992年、1995年、1996年）
- 関西放送記者クラブ賞（1978年）

## 調教師成績

### 年度別成績
| 年     | 1着 | 2着 | 3着 | 4着以下 | 勝率 | 連対率 | 備考              |
| ------ | --- | --- | --- | ------- | ---- | ------ | ----------------- |
| 1999年 | 9   | 6   | 6   | 43      | .141 | .234   | （4月10日初出走） |
| 2000年 | 18  | 16  | 9   | 79      | .145 | .274   | -                 |
| 2001年 | 8   | 6   | 7   | 77      | .082 | .143   | （10月7日まで）   |
| 計     | 35  | 28  | 22  | 199     | .122 | .220   | -                 |

### 主な管理馬
- フサイチゼノン（弥生賞）
- フサイチユーキャン（サンケイスポーツ賞4歳牝馬特別3着）
- ツルミカイウン（全日本3歳優駿2着。厩舎最後の出走馬）

## 主な厩舎所属者
※括弧内は厩舎所属期間と所属中の職分。
- 柳田三千男（1999年-2001年 調教助手）
- 樋口喬啓（1999年-2001年 調教助手）
- 植平敏次（1999年-2001年 調教助手）
- 早藤昌秋（1999年-2001年 調教助手）
- 伊藤大（1999年-2001年 調教助手）
- 上野鑑寿（1999年-2001年 調教助手）
- 清水悦治（1999年-2001年 厩務員）
- 中田正（1999年-2001年 厩務員）
- 坂井正和（2000年-2001年 調教助手）
- 井義信（2001年 調教助手）

上記の各厩舎所属者はかつて開設されていた田原厩舎公式サイトにおいて、田原により「黒の軍団チーム田原」と名付けられていた。

## 著作

### 文筆
エッセイ・評論
- 競馬場の風来坊 - 騎手・田原成貴の爆弾エッセイ（マガジン・マガジン、1996年）
- 馬上の風に吹かれて - 競馬場の風来坊2（マガジン・マガジン、1997年）
- いつも土壇場だった覚悟（講談社、1998年）
- 田原成貴七三〇〇日のラスト・メッセージ（ブックマン社、1999年）
- 黒の軍団チーム田原 旅立ちの章（ブックマン社、1999年）
- 黒の軍団チーム田原 - 2000年春 飛翔（ブックマン社、2000年）
- 旅の途中（ブックマン社、2001年）
- いかれポンチ（ブックマン社、2002年）
- 騎手の心理、勝負の一瞬（ブックマン社、2005年）
- 八百長（KKベストセラーズ、2008年）

漫画原作
- 競馬狂走伝ありゃ馬こりゃ馬（作画：土田世紀、ヤングマガジン増刊エグザクタ→週刊ヤングマガジン連載）
- 勝算（オッズ）（漫画：本宮ひろ志）
- 的中 -GET-（作画：のだしげる）
- Jockey（作画：大島やすいち、ヤングマガジン増刊エグザクタ→週刊ヤングマガジン連載）
- 法の庭（作画：能田茂、週刊ヤングジャンプ連載）

### 音楽
- 自由にさせてほしいのさ（B面：ひとりぼっちのセンチメンタル）（1984年）
- The Rocks（1996年）- 全5曲のミニアルバム。10曲収録で、6 - 10曲目は1 - 5曲目のカラオケバージョンである。

## テレビ出演
- わいわいスポーツ塾（1988年頃。TBSテレビ。ゲストでの出演）
- サンデースポーツ（1997年4月27日、NHK）
- 情熱大陸（2000年5月28日、毎日放送）
- DREAM競馬（1995年6月、関西テレビ。第36回宝塚記念実況席ゲストでの出演）